# Emberizoides herbicola
El coludo colicuña (Emberizoides herbicola), también denominado coludo grande (en Paraguay, Uruguay y Argentina), sabanero coludo (en Colombia, Venezuela y Costa Rica), sabanero cola de cuña (en Perú), pinzón coludo grande (en Ecuador) o pinzón-yerbero colicuña (en Panamá), es una especie de ave paseriforme de la familia Thraupidae perteneciente al género Emberizoides. Anteriormente se clasificaba en Emberizidae. Es nativa de América del Sur y del este de América Central.

## Distribución y hábitat
Se distribuye de forma disjunta: desde el sur de Costa Rica, hasta el centro de Panamá; en los Andes del oeste de Colombia; desde el este de Colombia hasta el noreste de Venezuela; en Guyana, adyacencias del extremo norte de Brasil y litoral atlántico de Surinam, Guayana Francesa y norte de Brasil; en el norte de Perú y sur de Ecuador; y en una extensa área desde el noreste, centro y oeste de Brasil (al sur de la Amazonia, en donde está prácticamente ausente), extremo sureste de Perú, norte y este de Bolivia, este de Paraguay, hasta el noreste de Argentina, sur de Brasil y norte de Uruguay.
Esta especie, ampliamente diseminada, es considerada localmente común en sus hábitats naturales: la sabana seca tropical o subtropical de tierras bajas, con pastizales altos estacionalmente húmedos menos perturbados, con gramíneas, árboles y arbustos esparcidos, sobre todo donde el zacate es alto y no se encuentra excesivamente pastoreado ni quemado y, además, los bosques antiguos muy degradados.

## Descripción

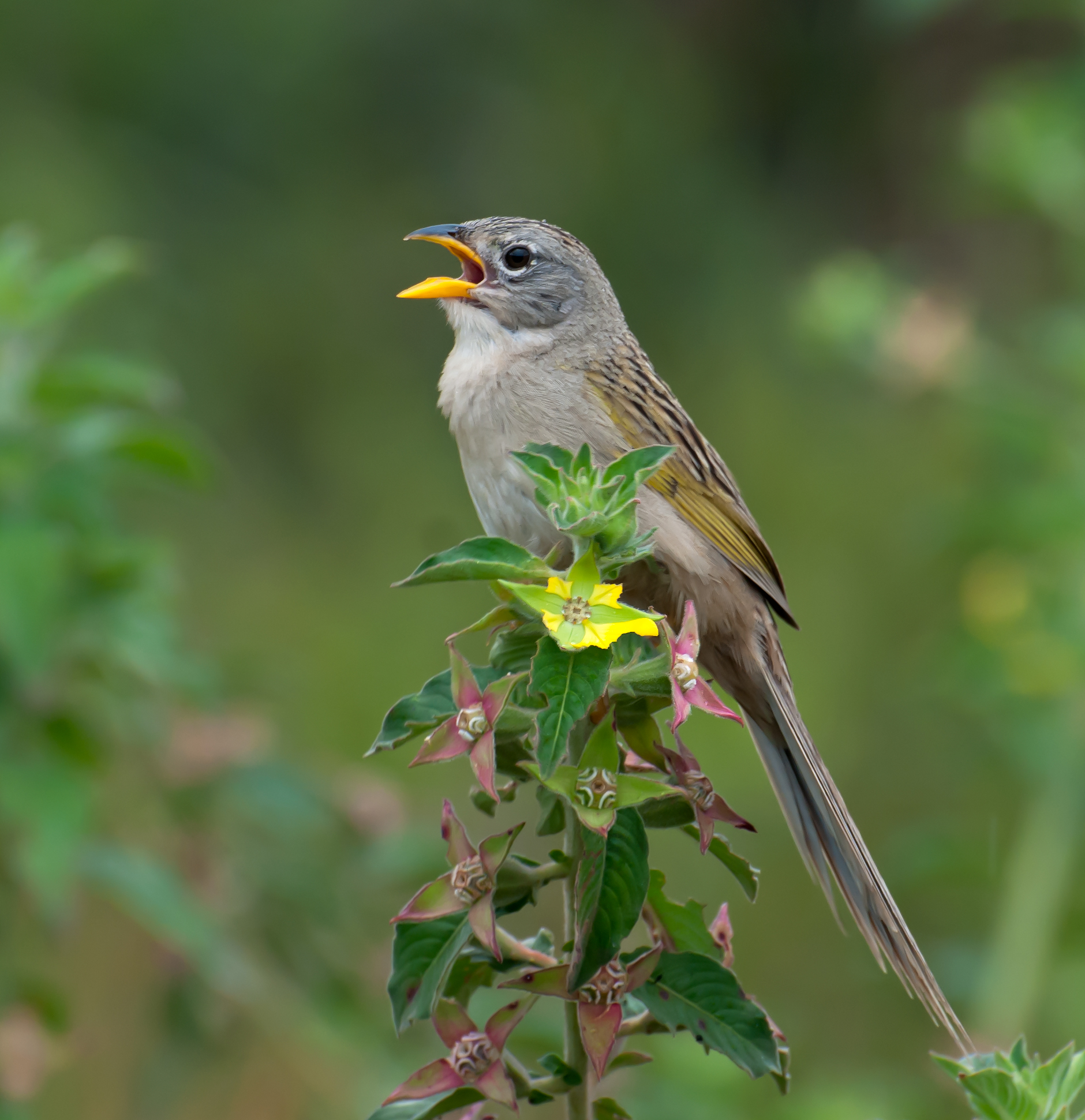
Coludo colicuña en la reserva natural de Pirajú, São Paulo, Brasil.

Mide entre 18y 20 cm de longitud y pesa entre 22 y 30 g. La corona y el dorso son de color marrón anteado por encima, con un notorio listado negro parduzco; las coberteras alares y las primarias bordeadas son de color verde oliva brillante; las secundarias y las timoneras presentan color ante opaco; el borde de hombro es amarillo. Muestran un anillo ocular blanco interrumpido; las cejas son blancuzcas y las mejillas parduzcas. La garganta, el pecho y el vientre son blancos y el costado y los flancos exhiben un listado fusco escaso. Tiene una cola larga, cuya longitud equivale a más de la mitad de su cuerpo. El pico es amarillo brillante, con el borde superior negro. Las patas son de color marrón claro amarillento a rosado.
Los ejemplares inmaduros tienen la sobreceja y el lado inferior de color amarillo azufrado y las mandíbulas son blancuzcas; los lados del pecho presentan un abundante listado negro parduzco.

## Comportamiento

### Alimentación
Caza insectos y consume semillas; busca alimento en el suelo o en medio de los tallitos de las gramíneas.

### Reproducción
Con un  comportamiento abiertamente territorial, el macho se mantiene con su pareja, rechazando que cualquier otro macho se acerque a su territorio. Se reproducen de mayo a septiembre. Construyen el nido en forma taza, con tallos y espigas secas de gramíneas y unas pocas raicillas, entre el nivel del suelo y unos 30 cm de altura, entre las gramíneas. La hembra ponen dos o tres huevos blancos, con unas pocas manchas negruzcas en el extremo grueso.

### Vocalización
El canto es variable, bastante musical y agradable, las aves sureñas dan un «yit-yuilá? jitiliú» repetido de forma pausada, a cada tanto; las aves norteñas dan un «yiu-li, yiu-lu». También emiten unos cantos más animados o parloteados, algunas veces en vuelo.

## Sistemática

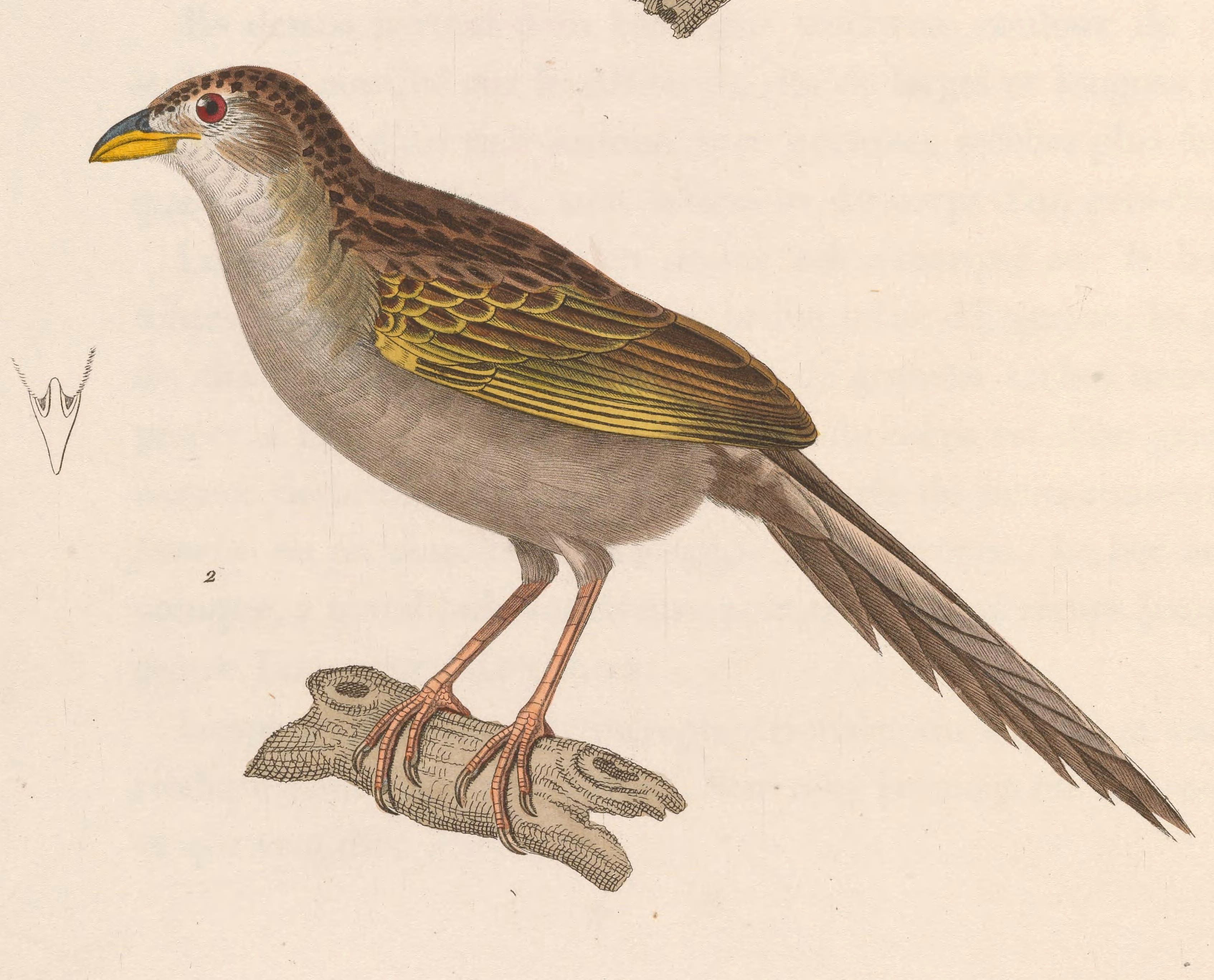
Emberizoides marginalis (Emberizoides herbicola herbicola), ilustración de Huet le Jeune y Prêtre en Temminck Nouveau recueil de planches coloriées d'oiseaux, 1838.

### Descripción original
La especie E. herbicola fue descrita por primera vez por el naturalista francés Louis Pierre Vieillot en 1817 bajo el nombre científico Sylvia herbicola; la localidad tipo es: «Paraguay».

### Etimología
El nombre genérico masculino Emberizoides es una combinación del género Emberiza, que deriva del alemán antiguo «embritz» utilizado para designar a los pájaros del Viejo Mundo llamados escribanos, y de la palabra griega «oidēs» que significa «que se parece», «parecido con»; y el nombre de la especie «herbicola» se compone de las palabras del latín  «herba»: hierba, y «cola»: habitante.

### Taxonomía
La especie Emberizoides duidae ya fue considerada conespecífica con la presente, y algunos autores consideran que las evidencias para separarlas son débiles.

### Subespecies
Según la clasificación Clements Checklist/eBird v.2019 se reconocen seis subespecies, con su correspondiente distribución geográfica:
- Emberizoides herbicola lucaris Bangs, 1908 – suroeste de Costa Rica (área de Térraba).
- Emberizoides herbicola hypochondriacus Hellmayr, 1906 – colinas del oeste de Panamá (Volcán de Chiriquí) hasta la Ciudad de Panamá.
- Emberizoides herbicola floresae Griscom, 1924 – montañas del oeste de Panamá (Cerro Flores en el este de Chiriquí).
- Emberizoides herbicola apurensis Gilliard, 1940 – Colombia al este de los Andes y oeste de Venezuela.
- Emberizoides herbicola sphenurus (Vieillot), 1818 – norte de Colombia hasta Venezuela, las Guayanas y norte de Brasil.
- Emberizoides herbicola herbicola (Vieillot), 1817 – extremo sureste de Perú, al este de Bolivia, Paraguay, noreste de Argentina, centro, este y sur de Brasil, norte de Uruguay.

La clasificación del Congreso Ornitológico Internacional (IOC) considera a floresae inválida.